# Betinho
Alberto Alves Coelho (Santa Maria de Lamas, 21 juli 1993) - alias Betinho - is een Portugees voetballer die bij voorkeur als aanvaller speelt. Hij stroomde in 2011 door vanuit de jeugd van Sporting Lissabon.

## Clubcarrière
Op 11-jarige leeftijd ontdekten scouts van Sporting Lissabon Betinho bij União Lamas. Op 14 december 2011 zat hij op de bank tijdens een Europa League duel tegen SS Lazio. Omdat de club al geplaatst was voor de volgende ronde mochten verschillende jonkies op de bank plaatsnemen, waaronder Ricardo Esgaio, João Mário en Tiago Ilori. Hij bleef 90 minuten op de bank. Betinho begon aan het seizoen 2012-2013 in het tweede elftal, dat sinds dat seizoen in de Segunda Liga actief is. Op 22 augustus 2012 scoorde hij zijn eerste profdoelpunt tegen Sporting Covilhã. Later dat seizoen debuteerde hij in het eerste elftal op 29 september 2012 op de vijfde speeldag van het seizoen tegen GD Estoril-Praia. Hij viel na 73 minuten in bij een 0-2-achterstand voor André Carrillo. Sporting Lissabon kon uiteindelijk nog een gelijkspel afdwingen na een doelpunt van Ricky van Wolfswinkel en een eigen doelpunt van Estoril-Praia.

## Interlandcarrière
Betinho scoorde onder meer twee doelpunten in twaalf wedstrijden voor Portugal -17 en veertien doelpunten in twintig wedstrijden voor Portugal -19. Hij debuteerde in 2013 in Portugal -21.
1 Israel ·
2 Reis ·
3 St. Juste ·
5 Morita ·
6 Debast ·
8 Gonçalves ·
9 Gyökeres ·
10 Edwards ·
11 Santos ·
13 Kovačević ·
17 Trincão ·
19 Harder ·
20 Araújo ·
21 Catamo ·
22 Fresneda ·
23 Bragança ·
25 Inácio ·
26 Diomande ·
41 Callai ·
42 Hjulmand  ·
47 Esgaio ·
57 Quenda ·
72 Quaresma ·
Coach: Amorim